# Sheer korma

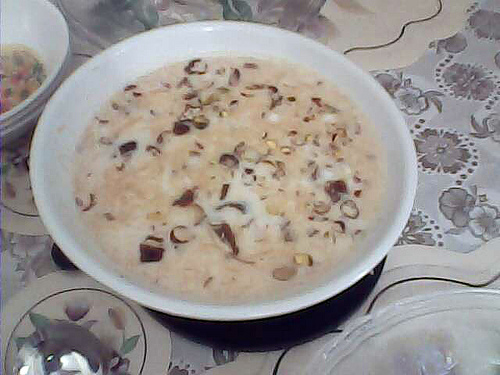
Sheer korma.

Sheer korma denominado también Sheer Khurma, que significa leche con dátiles en idioma urdu, es un plato dulce típico de la cocina de la India y Pakistán. Se trata de un pudding elaborado con vermicelli, leche, azafrán, azúcar, dátiles (Khurma), así como diversas especies y ghee. No existe una forma o receta única de preparación, cada cocinero/a lo prepara con estos ingredientes siguiendo sus propios gustos o los de la tradición familiar. Se suele preparar en las grandes celebraciones, generalmente por los musulmanes en el Eid ul-Fitr donde se suele servir como un desayuno. Este plato se sirve en la mañana del día Eid.